# Странци пред нашим вратима
Странци пред нашим вратима (енгл. Strangers at our door) је књига пољског социолога Зигмунта Баумана (енгл. Zygmunt Bauman), објављена 2016. године. Српско издање објавила је издавачка кућа Mediterran publishing из Новог Сада 2018. године у преводу Предрага Новакова.

## О аутору
Зигмунт Бауман (19. новембар 1925, Пољска — 9. јануар 2017, Енглеска), пољски социолог који је био један од најутицајнијих интелектуалци у Европи, познат по делима који испитују широке промене у природи савременог друштва и њихове ефекте на заједнице и појединци. Првенствено се фокусирао на то како су социјалне промене утицале на сиромашне и отуђене.

## О делу
Медијски извори почев од телевизије, новина, политичких говора, па до твитова на интернету, користе се да се изнесу тежишта и усмереност стрепњи и страхова јавности, на „миграциону кризу” – која тобоже захвата Европу и тежи да подрије и сруши начин живота који познајемо, примењујемо и негујемо. Утицај вести које се емитују са тог поља сада је близу тога да изазове праву „моралну панику”. Јавно мњење, у дослуху са медијима који жуде за рејтингом, прилазе тачки „засићености када се ради о трагедији избеглица”. Ту су приче о деци која су се удавила, на брзину изграђени зидови, ограде са бодљикавом жицом, претрпани кампови и владе које се једна са другом такмиче да патњама избеглиштва, једва изведеног бекства и опасности пута до безбедности додају увреду третирања миграната као горућег проблема који пребацују из руке у руку једни другима – све такве моралне неподопштине су све мање вести а све чешће „у вестима”.
Већ са насловом аутор објашњава расположење којим су мигранти дочекани на територији Европе. Објашњава порекло стрепње од сусрета са онима који долазе из ратом дестабилизованих подручја. Јавне расправе лидера најбогатијих европских држава, довеле су до тихог слагања са мерама „најхрабријих” који су подигли жичане ограде или нешто умеренијих који су у значајној мери ограничили број избеглица које су вољни да приме у своје државе. У овој књизи делу Бауман трага за пореклом ове дехуманизоване појаве, а проналази је у представи „странца”.
Бауман пише у књизи: „Странци обично изазивају узнемиреност управо зато што су ‘страни’ – и стога застрашујуће непредвидиви, за разлику од људи са којима ступамо у контакт свакодневно и од којих верујемо да знамо шта можемо очекивати; напокон, масовни прилив странаца могао би разорити оно до чега нам је стало – и може да наруши или збрише наш утешно познат начин живота.”
Опасност која се појавила, узрокована страхом од избеглица, огледа се даље у некритичком прихватању лоших решења, која постају подлога за нове, реалније кризе, које ће се рађати (и већ се рађају) из неадекватне интеграције нових суграђана у системе који свакодневни живот чине лакшим. Гостопримство у Европи  је изостало.
Закључак до ког долази, а који се донекле већ и искристалисао као адекватно решење, јесте конверзација, износи Бауман. Заједничким разговором, у који ће бити укључени сви којих се тај разговор тиче, може да обезбеди разумевање, као и друштвено укључивање оних који су трентно искључени.